# Janówek (powiat wrocławski)
Janówek (niem. Ober Johnsdorf) – wieś w Polsce, położona w województwie dolnośląskim, w powiecie wrocławskim, w gminie Jordanów Śląski.
W latach 1975–1998 wieś należała administracyjnie do województwa wrocławskiego.

## Integralne części wsi
| SIMC    | Nazwa  | Rodzaj     |
| ------- | ------ | ---------- |
| 0874756 | Kaniów | przysiółek |

## Zabytki
- Dwór w Janówku
- Wieża Bismarcka z 1869 roku, najstarsza na świecie, znajduje się blisko wsi.

## Szlaki turystyczne
- Zielony:  - Jordanów Śląski - Glinica - Janówek - Sokolniki - Łagiewniki - Przystronie - Jasinek - Niemcza - Stasin - Starzec - Strachów - Żelowice[6]